# Turkiets Grand Prix 2009
Turkiets Grand Prix 2009 var det sjunde av 17 lopp ingående i formel 1-VM 2009.

## Rapport
Sebastian Vettel i Red Bull tog pole position 0,1 sekund före Jenson Button i Brawn. Från andra ledet startade Rubens Barrichello i Brawn och Mark Webber i Red Bull följda av Jarno Trulli i Toyota och Kimi Räikkönen i Ferrari. I fjärde ledet stod Felipe Massa i Ferrari och 
Fernando Alonso i Renault och bakom dessa Nico Rosberg i Williams och Robert Kubica i BMW Sauber.
Heikki Kovalainen och Lewis Hamilton i McLaren kvalade in på fjortonde respektive sextonde plats.
Vettel tog starten men förlorade ledningen till Button efter ett misstag på första varvet.
Vettel kom senare ikapp Button men lyckades inte passera honom och fick istället inrikta sig i kampen om andraplatsen, som han förlorade till stallkamraten Webber. Button tog här sin sjätte seger för säsongen medan hans stallkamrat Barrichello hade en besvärlig dag och bröt till slut loppet.

## Resultat

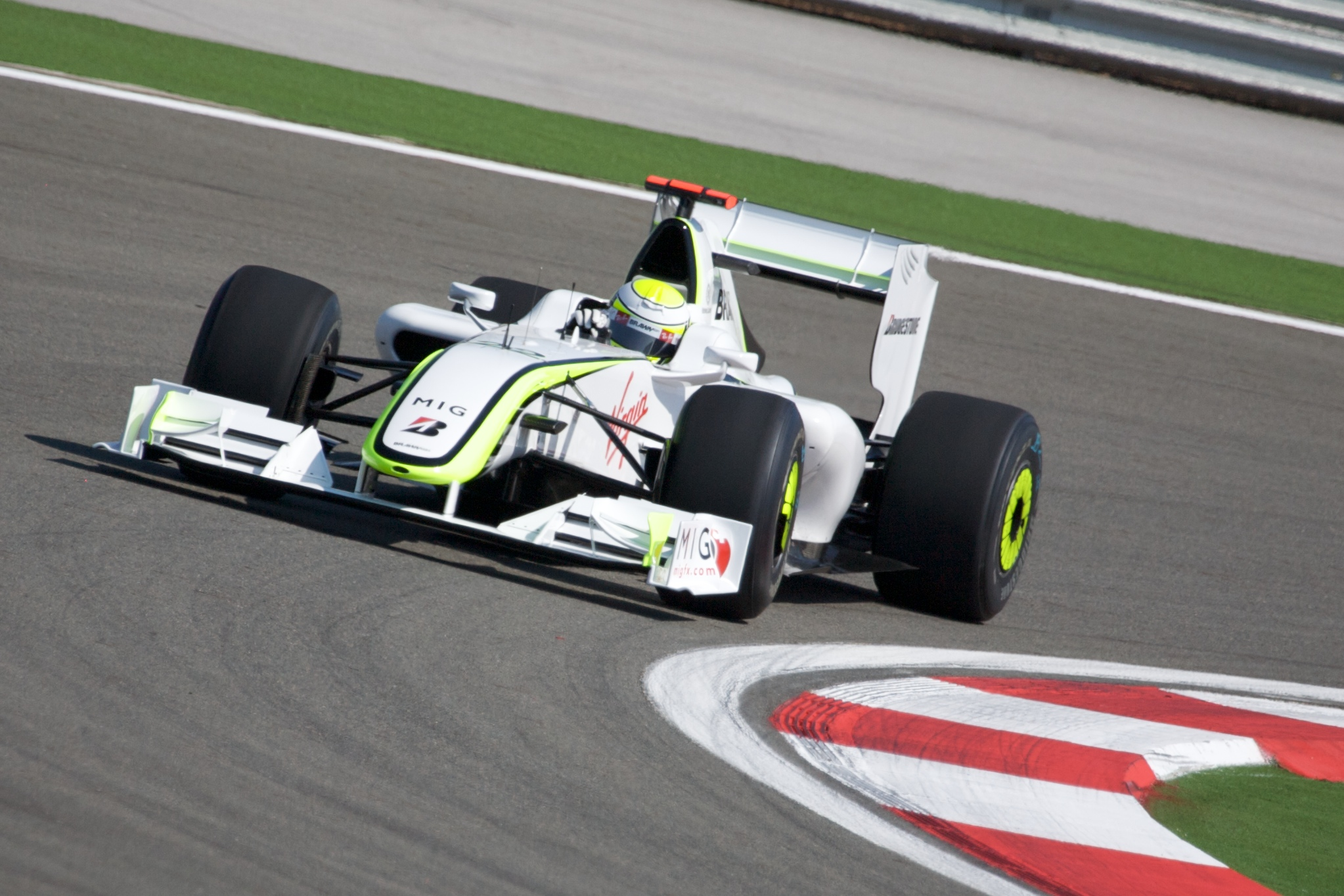
Jenson Button i Turkiet 2009

1. Jenson Button, Brawn-Mercedes, 10 poäng
2. Mark Webber, Red Bull-Renault, 8
3. Sebastian Vettel, Red Bull-Renault, 6
4. Jarno Trulli, Toyota, 5
5. Nico Rosberg, Williams-Toyota, 4
6. Felipe Massa, Ferrari, 3
7. Robert Kubica, BMW Sauber, 2
8. Timo Glock, Toyota, 1
9. Kimi Räikkönen, Ferrari
10. Fernando Alonso, Renault
11. Nick Heidfeld, BMW Sauber
12. Kazuki Nakajima, Williams-Toyota
13. Lewis Hamilton, McLaren-Mercedes
14. Heikki Kovalainen, McLaren-Mercedes
15. Sébastien Buemi, Toro Rosso-Ferrari
16. Nelsinho Piquet, Renault
17. Adrian Sutil, Force India-Mercedes
18. Sébastien Bourdais, Toro Rosso-Ferrari

### Förare som bröt loppet
- Rubens Barrichello, Brawn-Mercedes (varv 47, växellåda)
- Giancarlo Fisichella, Force India-Mercedes (4, bromsar)

## VM-ställning
| Förarmästerskapet 1. Jenson Button, Brawn-Mercedes, 61 2. Rubens Barrichello, Brawn-Mercedes, 35 3. Sebastian Vettel, Red Bull-Renault, 29 | Konstruktörsmästerskapet 1. Brawn-Mercedes, 96 2. Red Bull-Renault, 56,5 3. Toyota, 32,5 |